# Nenana
Nenana es una ciudad ubicada en el Área censal de Yukón–Koyukuk en el estado estadounidense de Alaska. En el Censo de 2010 tenía una población de 378 habitantes y una densidad poblacional de 24,52 personas por km². Se encuentra a la orilla del río Tanana el principal afluente del río Yukón.

## Geografía

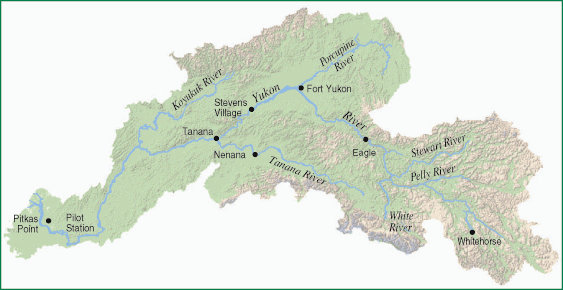
Mapa de la cuenca del río Yukón en el que aparece Nenana sobre su principal afluente, el río Tanana

Nenana se encuentra en las coordenadas 64°32′17″N 149°4′19″O / 64.53806, -149.07194. Según la Oficina del Censo de los Estados Unidos, Nenana tiene una superficie total de 15.42 km², de la cual 15.27 km² corresponden a tierra firme y (0.96%) 0.15 km² es agua. Se encuentra a 133 metros sobre el nivel del mar.

## Clima
Posee un clima subártico, caracterizado por inviernos muy fríos que se prolongan aproximadamente 7 meses (de octubre a abril) y que abarca en promedio temperaturas de -15 °C , pues al estar ubicada la ciudad en el centro de Alaska, lejos de corrientes reguladoras de aire y del océano, el aire seco se aglomera en las laderas cercanas, provocando que con el paso de los días caiga en forma de chubascos de nieve. La temperatura suele descender por debajo de los -40 °C en temporada de heladas. Los veranos son frescos, con temperaturas que generalmente oscilan entre los 6 °C  y 19 °C, en ocasiones superando los 25 °C .

## Demografía
Según el censo de 2010, había 378 personas residiendo en Nenana. La densidad de población era de 24,52 hab./km². De los 378 habitantes, Nenana estaba compuesto por el 56.08% blancos, el 0.26% eran afroamericanos, el 37.57% eran amerindios, el 0.26% eran asiáticos, el 0% eran isleños del Pacífico, el 0.26% eran de otras razas y el 5.56% pertenecían a dos o más razas. Del total de la población el 0.53% eran hispanos o latinos de cualquier raza.